# キングジョージ郡 (バージニア州)
キングジョージ郡（英: King George County）は、アメリカ合衆国バージニア州の東部に位置する郡である。2010年国勢調査での人口は23,584人であり、2000年の16,803人から40.4%増加した。郡庁所在地は国勢調査指定地域のキングジョージ（人口4,457人）であり、同郡で人口最大の町でもある。郡最大の雇用主は、アメリカ海軍水上戦センター・ダールグレン支部である。アメリカ国道301号線のポトマック川に架かる、2車線、全長2マイル (3.2 km) のハリー・W・ナイス記念橋に隣接している。

## 歴史
キングジョージ郡となった地域にヨーロッパ人が入ってくる以前の数千年間、水路沿いに様々な文化を持った先住民族が住んでいた。イングランド人と戦うことになった歴史的なインディアン部族には、アルゴンキン語族のナンザティコ族がいた。1704年、インディアンがジョン・ローリーの農園を攻撃したことに対して、植民地人が報復を行った。12歳以上の子供を含め40人を捕まえ、カリブ海のアンティグア島に送り、奴隷として売り払った。
キングジョージ郡は1720年にリッチモンド郡から分離して設立された。郡名は、イギリス王ジョージ1世に因んで名付けられた。1776年と1777年に再編成が行われ、スタフォード郡とウェストモアランド郡との土地の交換が行われて現在の領域となった。
1751年3月16日、第4代アメリカ合衆国大統領ジェームズ・マディソンが、郡の南部ポートコンウェイのベルグローブ・プランテーションで生まれた。ポートコンウェイの名前の由来となったフランシス・コンウェイがそのプランテーションの所有者であり、その娘エレノア・ローズ・"ネリー"がここで子供時代を過ごし、後にマディソンの母となった。バージニア州知事を2度務めたウィリアム・"イクストラ・ビリー"・スミスが1797年にマレンゴで生まれた。
南北戦争の1861年5月1日、南軍がポトマック川を封鎖するために、マチアスポイントに砲台を設けた。6月27日、その砲台を守っていた兵士を駆逐するために、蒸気船トマス・フリーボーンがマチアスポイントを砲撃した。マチアスポイントの南軍兵も応酬し、フリーボーンの指揮官ジェイムズ・H・ウォードに致命傷を与えた。ウォードは南北戦争で戦死した最初の北軍海軍士官となった。
1865年4月21日、ジョン・ウィルクス・ブースとデイビッド・ヘロルドが、北軍の騎兵から逃れようとして、メリーランド州から郡内に入った。これはエイブラハム・リンカーン大統領を暗殺して逃亡中のことだった。ブースとヘロルドはガンボ・クリーク河口で上陸し、南軍のエージェントと会ってポートコンウェイへの道を案内され、そこからキャロライン郡のポートロイヤルに渡った。2人は4月25日に発見され、ブースは殺され、ヘロルドは捕まえられた。

## 地理
アメリカ合衆国国勢調査局に拠れば、郡域全面積は188平方マイル (486.9 km2)であり、このうち陸地180平方マイル (466.2 km2)、水域は8平方マイル (20.7 km2)で水域率は4.15%である。
キングジョージ郡はノーザンネック半島に位置し、北はポトマック川に接し、対岸はメリーランド州チャールズ郡である。南はラッパハノック川に接し、その対岸はキャロライン郡とエセックス郡である。東はウェストモアランド郡、西はスタフォード郡と接している。

### 主要高規格道路
- アメリカ国道301号線
- バージニア州道3号線
- バージニア州道205号線
- バージニア州道206号線
- バージニア州道218号線

### 隣接する郡
- チャールズ郡 (メリーランド州) - 北
- ウェストモアランド郡 - 東
- エセックス郡 - 南東
- キャロライン郡 - 南西
- スタフォード郡 - 西

### 国立保護地域
- ラッパハノック川バレー国立野生生物保護区（ビショップ、スタイアとトビーズポイントの部分）

## 人口動態
以下は2010年国勢調査による人口統計データである。
| 基礎データ - 人口: 23,584人 - 世帯数: 9,411 世帯 - 家族数: 4,525 家族 - 人口密度: 36人/km2（93人/mi2） - 住居数: 6,820軒 - 住居密度: 15軒/km2（38軒/mi2） 人種別人口構成 - 白人: 76.7% - アフリカン・アメリカン: 17.9% - ネイティブ・アメリカン: 0.5% - アジア人: 1.2% - 太平洋諸島系: 0.1% - その他の人種: 0.8% - 混血: 2.9% - ヒスパニック・ラテン系: 3.3% 年齢別人口構成 - 18歳未満: 27.8% - 18-24歳: 8.2% - 25-44歳: 31.7% - 45-64歳: 22.7% - 65歳以上: 9.6% - 年齢の中央値: 35歳 - 性比（女性100人あたり男性の人口） - 総人口: 101.0 - 18歳以上: 99.4 | 世帯と家族（対世帯数） - 18歳未満の子供がいる: 38.0% - 結婚・同居している夫婦: 59.5% - 未婚・離婚・死別女性が世帯主: 10.5% - 非家族世帯: 25.7% - 単身世帯: 20.4% - 65歳以上の老人1人暮らし: 6.0% - 平均構成人数 - 世帯: 2.70人 - 家族: 3.12人 収入と家計 - 収入の中央値 - 世帯: 49,882米ドル - 家族: 55,160米ドル - 性別 - 男性: 38,600米ドル - 女性: 26,350米ドル - 人口1人あたり収入: 21,562米ドル - 貧困線以下 - 対人口: 5.6% - 対家族数: 4.4% - 18歳未満: 6.1% - 65歳以上: 6.4% |

## 祭
キングジョージ秋祭りは毎年10月の第2週末に開催される。この行事の収益はキングジョージ消防救急団の支援に回される。1959年10月から始められた。

## 町
| - キングジョージ - 郡庁所在地 - アーノルズコーナー - バーサビル - ダールグレン - ドーグ - フェアビュービーチ - ジャージー - ニンド | - オーウェンス - パサパタンジー - ポートコンウェイ - ロリンズフォーク - シールストン - シャイロー - ウィードンビル |

## 著名な出身者
- ジェームズ・マディソン、第4代アメリカ合衆国大統領
- コレット・ウォルフ、女優、キングジョージで育った[6]